# 12190 Саркісов
12190 Саркісов (12190 Sarkisov) — астероїд головного поясу, відкритий 27 вересня 1978 року.
Тіссеранів параметр щодо Юпітера — 3,418.